# 斯列德尼亞亞河
斯列德尼亚亚河（俄语：Река Средняя）或中ノ川（日语：／）是萨哈林州的河流，源起阿尼瓦区内，长37公里，流域面积104平方公里，在科尔萨科夫区境内注入洛索謝伊灣，一说注入苏苏亚河。

## 引用
1. ↑  М·Г·瓦西科夫斯基. . 列宁格勒: 气象出版社. 1973 （俄语）.
2. ↑  . 国家水登记处.   [2024-01-04]. （原始内容存档于2024-01-04） （俄语）.